# Notte del Conte Baldovino di Monte San Savino
La Notte del Conte Baldovino è una rievocazione storica che ha luogo nel comune di Monte San Savino in provincia di Arezzo nei sette giorni a cavallo degli ultimi due sabati di giugno.
I giochi si tengono in onore del Conte Balduino, feudatario di Monte san Savino dal 1550 al 1556 e fratello di Papa Giulio III.

## I Giochi
La Rievocazione consiste in 4 sfide:
- Tiro alla fune
- Pallone Grosso (o Bracciale)
- Caccia di Monte
- Prova Culinaria

Il Tiro alla fune si gioca con le due squadre che impugnano una fune tirandola affinché la squadra avversaria tocchi la linea posta al centro delle due compagini, che ne sancisce la sconfitta. 
Ogni "tirata" ha un limite di peso complessivo per squadra, che viene estratto prima della stessa e che vale solo e soltanto per un round.
I limiti possibili sono 470 chilogrammi, 520 chilogrammi, 570 chilogrammi e 600 chilogrammi.
Vince la squadra che si aggiudica per prima 2 tirate.
Il  Pallone grosso è ispirato al “ Trattato del Giuoco della Palla”, di Antonio Scaino, pubblicato a Venezia nel 1555: bracciale lungo con impugnatura esterna di circa 2 chilogrammi, pallone pesante di circa 450 grammi, quattro giocatori per parte, utilizzo o meno di un muro di appoggio laterale. L'incontro si svolge nel modo seguente: battuta la palla e commesso il primo errore, la squadra che si aggiudica il primo scambio conquista i primi 15 punti ai quali si aggiungono, sempre nel caso di vittoria, altri 15 punti, poi 10 e infine 10. Il punteggio viene, pertanto, così conteggiato: 15 - 30 - 40 - 50. Aggiudicandosi il cinquantesimo punto la squadra vittoriosa conquista un gioco.  Nonostante l’analogia di questo punteggio con quello del tennis, le squadre, una volta giunte sul 40 pari, non proseguono con il metodo dei vantaggi, bensì vince quella che per prima si aggiudica il cinquantesimo punto. Il gioco ammette, oltreché la risposta a volo, anche quella dopo un solo rimbalzo. I punti si fanno:
- se il pallone oltrepassa di volo il limite del campo avversario ("volata");

- se il pallone, sorpassata la metà del campo, non è raccolto dall'avversario;

- se l'avversario manda il pallone fuori dai lati maggiori del campo di gioco;

- se l'avversario non manda il pallone oltre la propria metà campo.

La partita inizia con un'estrazione che stabilisce quale squadra andrà in battuta per i primi due giochi. Quindi si passerà all'altra squadra e si continuerà ad alternare le  battute ogni due giochi. Vince la squadra che arriva per prima a 6 giochi e ha almeno 2 giochi di scarto sulla squadra avversaria (es. 6-4, 6-3, 6-2, ecc...). In caso di risultato di 5-5, si possono verificare due scenari: una delle due squadre vince due giochi di fila arrivando ad aggiudicarsi l'incontro per 7-5. Altrimenti, in caso di 6-6, si svolgono altri 4 giochi, sempre con l'alternanza di due giochi per uno: di nuovo, se un quartiere allunga di due giochi di scarto (es. 8-6, 9-7), vincerà l'incontro. Se persiste una situazione di pareggio e si arriva ad un risultato di 8-8, la partita viene terminata e si esegue un conteggio dei singoli punti conquistati durante l'incontro. Dunque, chi ha messo a segno più punti durante tutto l'arco della partita, si aggiudica la vittoria.
La Caccia di Monte è un gioco che richiama il Calcio storico fiorentino. 6 giocatori, 3 per squadra (che dispongono di sostituzioni illimitate), debbono lanciare la palla (per tradizione sgonfia) all'interno di una cesta con cerchio verticale e per conquistarla possono usare tutti i metodi possibili, senza però colpire la palla coi piedi o dando colpi diretti agli avversari. Sono altresì proibite le prese al collo e ai genitali. Chi realizza più cacce entro la mezz'ora (costituita da 2 tempi da 15 minuti), vince. 
Le 4 sfide (compresa la Prova Culinaria), sanciscono per ognuna delle quali 5 punti per il quartiere primo classificato, 3 per il secondo, 1 per il terzo e nessun punto per l'ultimo. Chi alla fine della settimana di giochi ha realizzato più punti totali (cioè sommando i punti ottenuti nei relativi giochi) vince il Baldovino.

## I Quartieri
I quartieri storici sono 4, relativi alle porte della città.

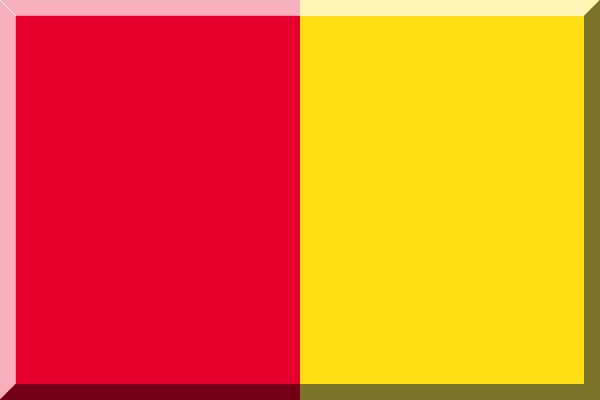

- Castiglia, quartiere di Porta Romana

Edizioni vinte: 5 (2012, 2015, 2017, 2019, 2025)

- Porticciolo Guglielmi, quartiere di Porta Senese

Edizioni vinte: 3 (2014, 2022, 2023)

- San Giovanni, quartiere dell'omonima Porta

Edizioni vinte: 2 (2013, 2016)

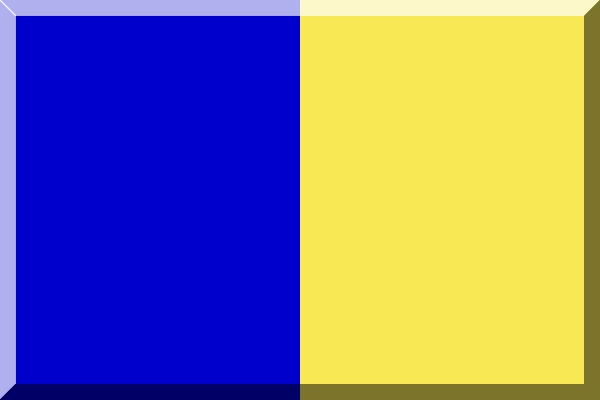

- Jalta, quartiere di Porta Fiorentina

Edizioni vinte: 2 (2018, 2024)

## Albo d'Oro parziale

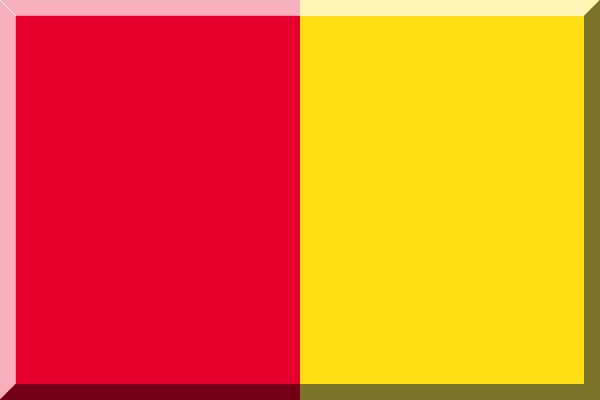

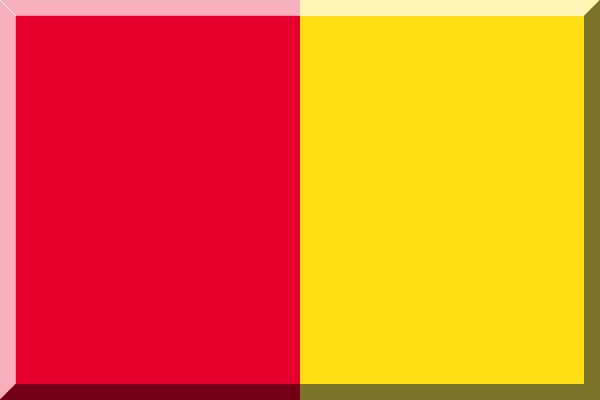

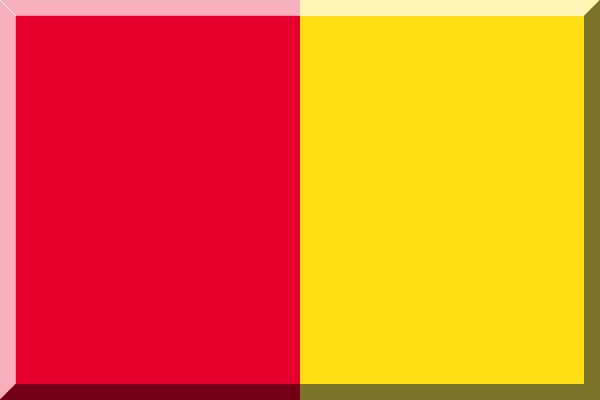

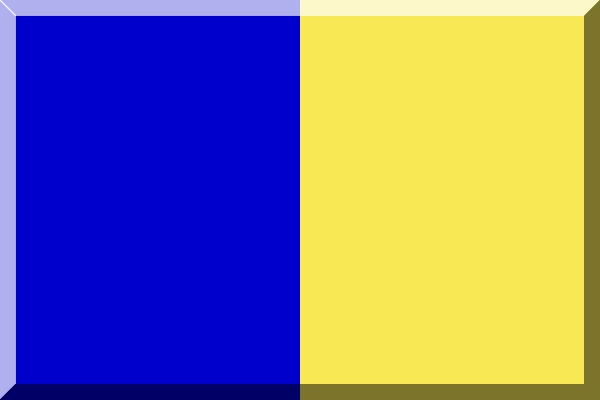

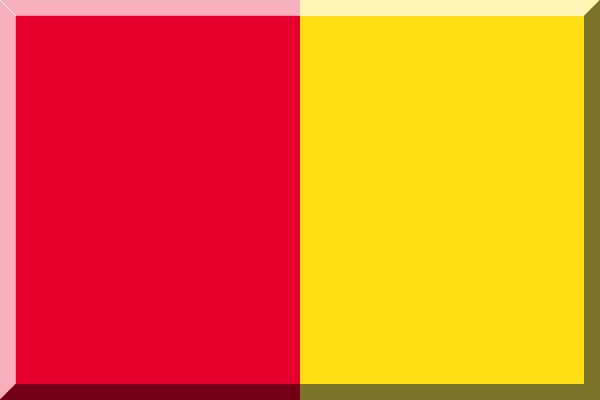

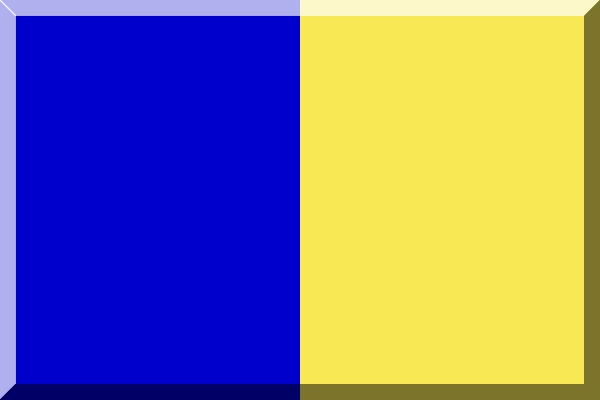

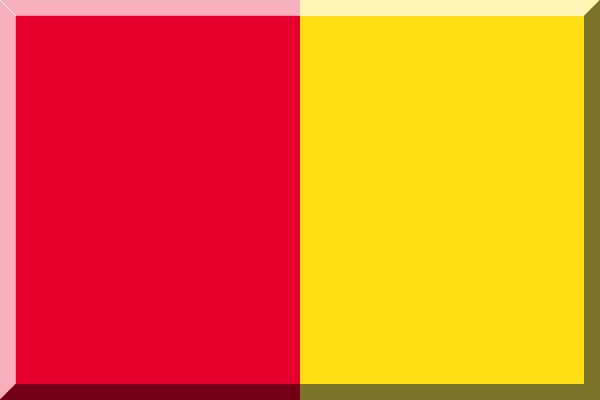

- 2012: Castiglia

Vincitore Caccia: Castiglia
Vincitore Bracciale: San Giovanni
Vincitore Tiro alla Fune:
Vincitore Prova Culinaria:
- 2013: San Giovanni

Vincitore Caccia: San Giovanni
Vincitore Bracciale: San Giovanni
Vincitore Tiro alla Fune:
Vincitore Prova Culinaria:
- 2014: Porticciolo Guglielmi

Vincitore Caccia: Castiglia
Vincitore Bracciale: San Giovanni
Vincitore Tiro alla Fune:
Vincitore Prova Culinaria:
- 2015: Castiglia

Vincitore Caccia: Castiglia
Vincitore Bracciale: San Giovanni
Vincitore Tiro alla Fune: Castiglia
Vincitore Prova Culinaria:
- 2016: San Giovanni

Vincitore Caccia: Jalta
Vincitore Bracciale: San Giovanni
Vincitore Tiro alla Fune: Castiglia
Vincitore Prova Culinaria: Porticciolo Guglielmi
- 2017: Castiglia

Vincitore Caccia: Jalta
Vincitore Bracciale: Castiglia
Vincitore Tiro alla Fune: Castiglia
Vincitore Prova Culinaria: San Giovanni
- 2018: Jalta

Vincitore Caccia: Jalta
Vincitore Bracciale: San Giovanni
Vincitore Tiro alla Fune: Porticciolo Guglielmi
Vincitore Prova Culinaria: Jalta
- 2019: Castiglia

Vincitore Caccia: Jalta
Vincitore Bracciale: Castiglia
Vincitore Tiro alla Fune: Castiglia
Vincitore Prova Culinaria: Jalta
Vincitore premio Miglior Giocatore "Alessandro Nanni": Luca Rosadini (Caccia di Monte, Jalta)
- 2022: Porticciolo Guglielmi

Vincitore Caccia: Jalta
Vincitore Bracciale: Porticciolo Guglielmi
Vincitore Tiro alla Fune: Porticciolo Guglielmi
Vincitore Prova Culinaria: Porticciolo Guglielmi
Vincitore premio Miglior Giocatore "Alessandro Nanni": Luca Lombardi (Pallone Grosso, Porticciolo Guglielmi)
- 2023: Porticciolo Guglielmi

Vincitore Caccia: Jalta
Vincitore Bracciale: Porticciolo Guglielmi
Vincitore Tiro alla Fune: Porticciolo Guglielmi
Vincitore Prova Culinaria: Porticciolo Guglielmi
Vincitore premio Miglior Giocatore "Alessandro Nanni": Alessio Massai (Caccia di Monte, Jalta)
- 2024: Jalta

Vincitore Caccia: Jalta
Vincitore Bracciale: Porticciolo Guglielmi
Vincitore Tiro alla Fune: Castiglia
Vincitore Prova Culinaria: Jalta
Vincitore premio Miglior Giocatore "Alessandro Nanni": Pietro Ficai (Caccia di Monte e Tiro alla Fune, Castiglia)
- 2025: Castiglia

Vincitore Caccia: Castiglia
Vincitore Bracciale: Jalta
Vincitore Tiro alla Fune: Castiglia
Vincitore Prova Culinaria: Castiglia